# Robbie Keane
Robert David " Robbie " Keane (sinh ngày 8 tháng 7 năm 1980 ở Tallaght, Dublin) là huấn luyện viên và cựu cầu thủ bóng đá người Ireland chơi ở vị trí tiền đạo. Anh hiện đang là huấn luyện viên cho câu lạc bộ Ferencváros. Anh từng là đội trưởng của tuyển quốc gia Ireland, khoác áo đội tuyển quốc gia từ năm 1998 đến năm 2016 và là người ghi nhiều bàn thắng nhất cho đội tuyển Cộng hòa Ireland với 68 lần lập công.
Keane bắt đầu sự nghiệp cầu thủ chuyên nghiệp của mình trong màu áo Wolverhampton Wanderers, ghi hai bàn trong lần ra mắt đội hình 1 ở tuổi 17. Ở mùa giải tiếp theo, anh vẫn là người dẫn đầu danh sách ghi bàn ở câu lạc bộ và ghi bàn thắng đầu tiên cho đội tuyển Ireland. Sau 3 lần thay đổi câu lạc bộ từ 1999 - 2002 từ Coventry City sang Inter Milan rồi Leeds United và phá vỡ kỉ lục chuyển nhượng của một cầu thủ trẻ, sự nghiệp của anh vẫn giậm chân tại chỗ. Năm 2002, Keane gia nhập Tottenham Hotspur và chơi cho đội bóng thành London trong 6 năm. Ở Tottenham Hotspur, Keane là một tượng đài, là một phần không thể thiếu của câu lạc bộ. Mùa giải 2007-08 là mùa thành công nhất của Keane khi anh đã ghi được 23 bàn, chạm mốc 100 bàn cho Spurs và đạt danh hiệu đầu tiên trong sự nghiệp của mình là vô địch Cúp liên đoàn. Keane chuyển sang thi đấu cho Liverpool trước khi quay trở về Tottenham với tư cách là đội trưởng.
Keane là một biểu tượng của Tottenham Hotspur, nơi anh được cho là nhạc trưởng luôn kiến tạo bóng cho đồng đội ghi bàn và cũng tự mình kết thúc mùa giải với việc dẫn đầu danh sách ghi bàn của đội. Vị trí của Keane trong tuyển đã được củng cố khi anh đã lọt vào top ghi bàn của tuyển vào năm 2004 và được huấn luyện viên Steve Staunton bổ nhiệm làm đội trưởng đội tuyển quốc gia vào năm 2006.
Tháng 8 năm 2016, Robbie Keane chính thức giã từ sự nghiệp thi đấu quốc tế sau 21 năm thi đấu chuyên nghiệp.

## Sự nghiệp thi đấu câu lạc bộ

### Khởi đầu
Keane được bắt đầu sự nghiệp bóng đá của mình với trường nam sinh South Dublin bên cạnh CLB Crumlin United, nơi tài năng của anh đã được phát hiên khi còn rất nhỏ. Keane đã nhận được lời đề nghị từ cả hai CLB Liverpool và Wolverhampton Wanderers, nhưng anh đã quyết định tham gia giải hạng nhất vì anh cho rằng vào đội hình chính thức của Liverpool là rất khó. Năm 15 tuổi, Keane chuyển tới Wolves và gia nhập đội trẻ của CLB.
Keane tiến bộ vượt bậc so với các đồng đội và điều đó đã giúp anh được đôn lên đội hình 1 ở tuổi 17 vào ngày 9 tháng 8 năm 1997, ghi 2 bàn vào lưới Norwich City. Mùa giải tiếp theo, anh cũng thi đấu rất xuất sắc và nhận được sự tán thưởng của dư luận và HLV Wolves lúc đó là Colin Lee. Anh vẫn là một trong những tay làm bàn hàng đầu của CLB với tổng cộng 16 lần sút tung lưới đối phương trong mùa giải 1998 - 1999. Sự thể hiện và những bàn thắng của Keane dưới 2 màu áo Wolverhampton Wanderers và đội tuyển đã thu hút sự quan tâm của nhiều CLB lớn và sự ra đi của tiền đạo trẻ này có thể mang về cho Wolves một khoản tiền lớn. Tuy nhiên, hợp đồng của Keane với Wolves còn tới 3 năm và giám đốc điều hành của Wolves tuyên bố sẽ chỉ bán ngôi sao người Ireland đi khi một CLB nào đó trả họ với một mức giá hợp lý.

### Coventry City
Ngay tuần đầu tiên của mùa giải 1999 - 2000, Keane đã được bán cho một CLB ở giải ngoại hạng là Coventry City với giá là 6 triệu bảng, một mức giá được cho là kỉ lục tại Anh với cho một cầu thủ vẫn còn đang ở tuổi teen. Sau một mùa giải thành công ở Coventry City với 12 bàn sau 34 trận, Keane đã nổi bật lên như một hòn ngọc quý của bóng đá nước Anh và được nhiều CLB danh tiếng chú ý đến.

### Inter Milan
Inter Milan và HLV Marcello Lippi đã thành công trong việc có được chữ ký của tuyển thủ Ireland với kinh phí là 13 triệu bảng. Tuy nhiên mong muốn thành công ở Ý của Keane đã gặp không ít trở ngại không lâu sau khi Lippi bị sa thải. Marco Tardelli, trợ lý của Lippi cho rằng Keane là quá thừa cho kế hoạch của CLB. Mong muốn ở lại Ý của Keane đã bị ban lãnh đạo CLB khước từ và vào tháng 12 năm 2000, anh đã được cho Leeds United mượn sau khi thi đấu 13 trận cùng với Inter trên tất cả các mặt trận.

### Leeds United
Keane đã có một khởi đầu ấn tượng tại Leeds với việc ghi 9 bàn trong 14 trận. Việc này đã làm cho ban lãnh đạo Leeds chịu chi 12 triệu bảng để mua về bản hợp đồng chính thức thay vì chỉ được mượn Keane. Mùa giải tiếp theo không thực sự tốt đẹp với Keane vì phong độ đi xuống và anh chỉ ghi được 10 bàn trong 36 trận đã đấu. Trong khi đó, CLB lại đang gặp rắc rối về tài chính và buộc phải bán đi những trụ cột của mình. Keane lúc đó được bán cho Tottenham Hotspur vào đầu mùa giải sau ngay trước thời điểm kì chuyển nhượng mùa hè kết thúc với giá là 7 triệu bảng.

### Tottenham Hotspur
Huấn luyện viên Glenn Hoddle đã nói rằng Keane sẽ biến White Hart Lane thành "thánh địa" của anh ta trong vài năm tới. Keane đã có một sự khởi đầu ấn tượng với Spurs khi tạo ra một quả penalty trong trận thắng 3 - 2 trước West Ham. Bàn thắng đầu tiên của Keane cho Tottenham là trong trận thắng Blackburn Rovers 2 - 1 trên sân Edwood Park.

## Sự nghiệp đội tuyển quốc gia
Robbie Keane khoác áo đội tuyển quốc gia từ năm 1998 đến năm 2016, anh thi đấu đầy đủ 146 trận và ghi được 68 bàn thắng. Anh là thành viên chủ chốt của đội tuyển Ireland tham dự các giải đấu lớn như World Cup 2002, Euro 2012 và Euro 2016.
Sau kì Euro 2016 khá thành công của đội tuyển Ireland, Keane tuyên bố kết thúc sự nghiệp thi đấu ở đội tuyển quốc gia. Trận đấu cuối cùng của anh trong màu áo đội tuyển quốc gia là trận giao hữu thắng Oman với tỉ số 4-0.

## Thống kê

### Câu lạc bộ

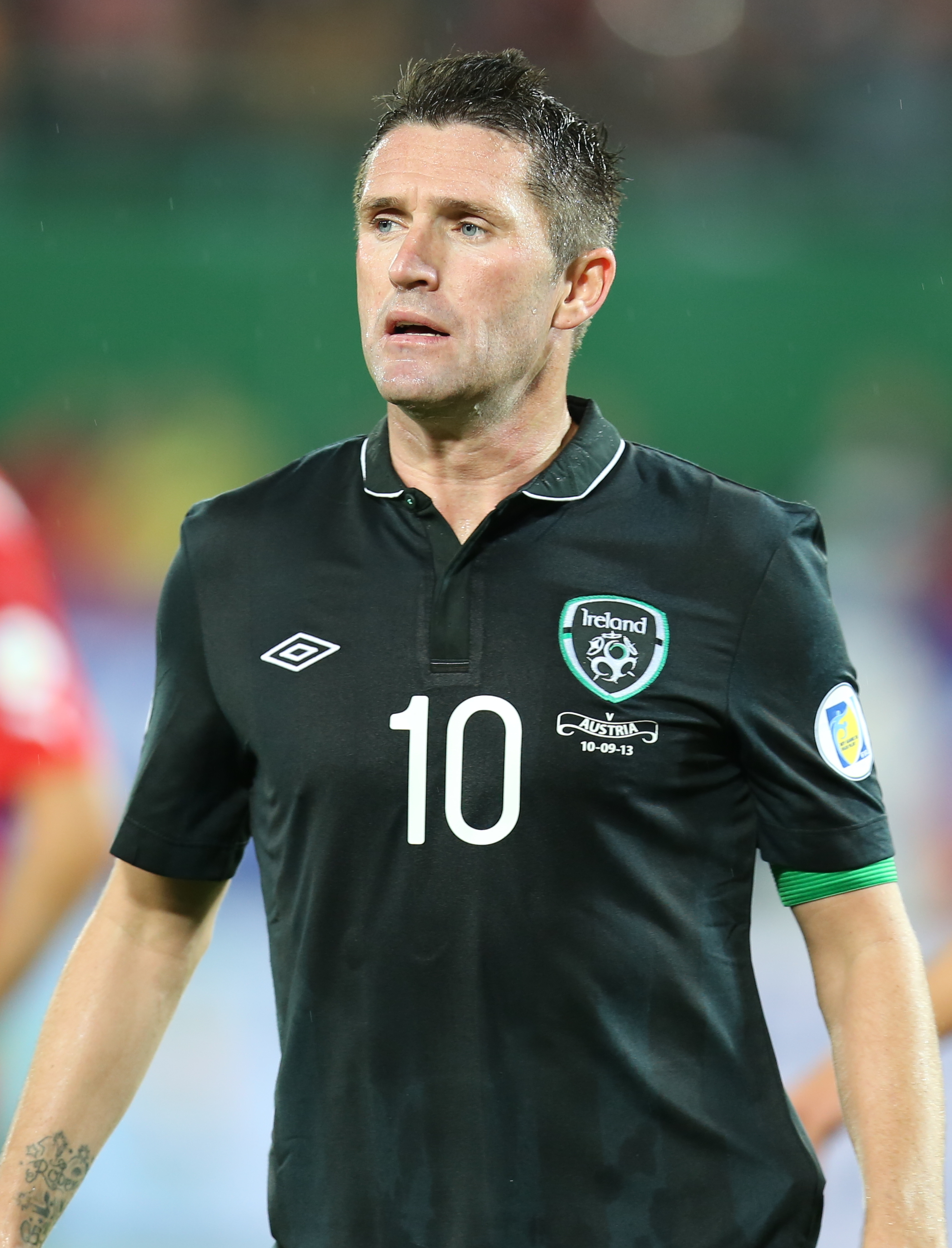
Keane trong màu áo đội tuyển Cộng hòa Ireland

| Câu lạc bộ              | Mùa giải            | Giải đấu                | Giải đấu | Giải đấu  | Cúp quóc gia | Cúp quóc gia | League Cup | League Cup | Châu lục | Châu lục  | Giải khác | Giải khác | Tổng cộng | Tổng cộng |
| Câu lạc bộ              | Mùa giải            | Giải đấu                | Số trận  | Bàn thắng | Số trận      | Bàn thắng    | Số trận    | Bàn thắng  | Số trận  | Bàn thắng | Số trận   | Bàn thắng | Số trận   | Bàn thắng |
| ----------------------- | ------------------- | ----------------------- | -------- | --------- | ------------ | ------------ | ---------- | ---------- | -------- | --------- | --------- | --------- | --------- | --------- |
| Wolverhampton Wanderers | 1997–98             | First Division          | 38       | 11        | 3            | 0            | 4          | 0          | —        | —         | —         | —         | 45        | 11        |
| Wolverhampton Wanderers | 1998–99             | First Division          | 33       | 11        | 2            | 2            | 4          | 3          | —        | —         | —         | —         | 39        | 16        |
| Wolverhampton Wanderers | 1999–2000           | First Division          | 2        | 2         | —            | —            | 1          | 0          | —        | —         | —         | —         | 3         | 2         |
| Wolverhampton Wanderers | Tổng cộng           | Tổng cộng               | 73       | 24        | 5            | 2            | 9          | 3          | 0        | 0         | 0         | 0         | 87        | 29        |
| Coventry City           | 1999–2000           | Premier League          | 31       | 12        | 3            | 0            | 0          | 0          | —        | —         | —         | —         | 34        | 12        |
| Inter Milan             | 2000–01             | Serie A                 | 6        | 0         | 3            | 1            | 1          | 1          | 4        | 1         | —         | —         | 14        | 3         |
| Leeds United (mượn)     | 2000–01             | Premier League          | 18       | 9         | 2            | 0            | —          | —          | —        | —         | —         | —         | 20        | 9         |
| Leeds United            | 2001–02             | Premier League          | 25       | 3         | 0            | 0            | 2          | 3          | 6        | 3         | —         | —         | 33        | 9         |
| Leeds United            | 2002–03             | Premier League          | 3        | 1         | —            | —            | —          | —          | —        | —         | —         | —         | 3         | 1         |
| Leeds United            | Tổng cộng           | Tổng cộng               | 46       | 13        | 2            | 0            | 2          | 3          | 6        | 3         | 0         | 0         | 56        | 19        |
| Tottenham Hotspur       | 2002–03             | Premier League          | 29       | 13        | 1            | 0            | 2          | 0          | —        | —         | —         | —         | 32        | 13        |
| Tottenham Hotspur       | 2003–04             | Premier League          | 34       | 14        | 3            | 1            | 4          | 1          | —        | —         | —         | —         | 41        | 16        |
| Tottenham Hotspur       | 2004–05             | Premier League          | 35       | 11        | 6            | 3            | 4          | 3          | —        | —         | —         | —         | 45        | 17        |
| Tottenham Hotspur       | 2005–06             | Premier League          | 36       | 16        | 1            | 0            | 1          | 0          | —        | —         | —         | —         | 38        | 16        |
| Tottenham Hotspur       | 2006–07             | Premier League          | 27       | 11        | 5            | 5            | 3          | 1          | 9        | 5         | —         | —         | 44        | 22        |
| Tottenham Hotspur       | 2007–08             | Premier League          | 36       | 15        | 3            | 2            | 5          | 2          | 10       | 4         | —         | —         | 54        | 23        |
| Tottenham Hotspur       | Tổng cộng           | Tổng cộng               | 197      | 80        | 19           | 11           | 19         | 7          | 19       | 9         | 0         | 0         | 254       | 107       |
| Liverpool               | 2008–09             | Premier League          | 19       | 5         | 1            | 0            | 1          | 0          | 7        | 2         | —         | —         | 28        | 7         |
| Liverpool               | Tổng cộng           | Tổng cộng               | 19       | 5         | 1            | 0            | 1          | 0          | 7        | 2         | 0         | 0         | 28        | 7         |
| Tottenham Hotspur       | 2008–09             | Premier League          | 14       | 5         | —            | —            | —          | —          | —        | —         | —         | —         | 14        | 5         |
| Tottenham Hotspur       | 2009–10             | Premier League          | 20       | 6         | 2            | 1            | 3          | 2          | —        | —         | —         | —         | 25        | 9         |
| Tottenham Hotspur       | 2010–11             | Premier League          | 7        | 0         | —            | —            | 1          | 1          | 5        | 0         | —         | —         | 13        | 1         |
| Tottenham Hotspur       | Tổng cộng           | Tổng cộng               | 41       | 11        | 2            | 1            | 4          | 3          | 5        | 0         | 0         | 0         | 52        | 15        |
| Celtic (mượn)           | 2009–10             | Scottish Premier League | 16       | 12        | 3            | 4            | 0          | 0          | —        | —         | —         | —         | 19        | 16        |
| West Ham United (mượn)  | 2010–11             | Premier League          | 9        | 2         | 1            | 0            | —          | —          | —        | —         | —         | —         | 10        | 2         |
| LA Galaxy               | 2011                | MLS                     | 4        | 2         | 0            | 0            | —          | —          | 3        | 1         | 4         | 1         | 11        | 4         |
| LA Galaxy               | 2012                | MLS                     | 28       | 16        | 0            | 0            | —          | —          | 3        | 1         | 6         | 6         | 37        | 23        |
| LA Galaxy               | 2013                | MLS                     | 23       | 16        | 0            | 0            | —          | —          | 5        | 3         | 2         | 0         | 30        | 19        |
| LA Galaxy               | 2014                | MLS                     | 29       | 19        | 1            | 0            | —          | —          | 2        | 2         | 5         | 2         | 37        | 23        |
| LA Galaxy               | 2015                | MLS                     | 24       | 20        | 2            | 3            | —          | —          | 1        | 2         | 1         | 0         | 28        | 25        |
| LA Galaxy               | 2016                | MLS                     | 17       | 10        | 0            | 0            | —          | —          | 2        | 0         | 3         | 0         | 22        | 10        |
| LA Galaxy               | Tổng cộng           | Tổng cộng               | 125      | 83        | 3            | 3            | 0          | 0          | 16       | 9         | 21        | 9         | 165       | 104       |
| Aston Villa (mượn)      | 2011–12             | Premier League          | 6        | 3         | 1            | 0            | —          | —          | —        | —         | —         | —         | 7         | 3         |
| ATK                     | 2017–18             | Indian Super League     | 9        | 6         | 2            | 2            | —          | —          | —        | —         | —         | —         | 11        | 8         |
| Tổng cộng sự nghiệp     | Tổng cộng sự nghiệp | Tổng cộng sự nghiệp     | 578      | 251       | 45           | 24           | 36         | 17         | 57       | 24        | 21        | 9         | 737       | 325       |

1. ↑  Một trận ở UEFA Champions League và ba trận ở UEFA Cup
2. 1 2 3  Số trận ở UEFA Cup
3. 1 2  Số trận ở UEFA Champions League
4. 1 2 3 4 5 6  Số trận ở CONCACAF Champions League
5. 1 2 3 4 5 6  Số trận ở MLS Cup Playoffs

### Đội tuyển quốc gia
| Đội tuyển quốc gia | Năm  | Trận | Bàn |
| ------------------ | ---- | ---- | --- |
| Cộng hòa Ireland   | 1998 | 5    | 2   |
| Cộng hòa Ireland   | 1999 | 8    | 3   |
| Cộng hòa Ireland   | 2000 | 9    | 2   |
| Cộng hòa Ireland   | 2001 | 7    | 1   |
| Cộng hòa Ireland   | 2002 | 11   | 6   |
| Cộng hòa Ireland   | 2003 | 7    | 4   |
| Cộng hòa Ireland   | 2004 | 10   | 6   |
| Cộng hòa Ireland   | 2005 | 7    | 1   |
| Cộng hòa Ireland   | 2006 | 6    | 4   |
| Cộng hòa Ireland   | 2007 | 8    | 3   |
| Cộng hòa Ireland   | 2008 | 7    | 3   |
| Cộng hòa Ireland   | 2009 | 11   | 6   |
| Cộng hòa Ireland   | 2010 | 8    | 4   |
| Cộng hòa Ireland   | 2011 | 10   | 8   |
| Cộng hòa Ireland   | 2012 | 8    | 1   |
| Cộng hòa Ireland   | 2013 | 9    | 8   |
| Cộng hòa Ireland   | 2014 | 7    | 3   |
| Cộng hòa Ireland   | 2015 | 5    | 2   |
| Cộng hòa Ireland   | 2016 | 3    | 1   |
| Tổng               | Tổng | 146  | 68  |

### Bàn thắng cho đội tuyển quốc gia
| Ngày                 | Địa điểm                                          | Đối thủ        | Kết quả | Giải đấu                 | Bàn thắng (tổng số bàn thắng) |
| -------------------- | ------------------------------------------------- | -------------- | ------- | ------------------------ | ----------------------------- |
| 14 tháng 10 năm 1998 | Sân vận động Lansdowne Road, Dublin, Ireland      | Malta          | 5–0     | Vòng loại Euro 2000      | 2 (2)                         |
| 1 tháng 9 năm 1999   | Sân vận động Lansdowne Road, Dublin, Ireland      | Nam Tư         | 2–1     | Vòng loại Euro 2000      | 1 (3)                         |
| 8 tháng 9 năm 1999   | Sân vận động Quốc gia Ta' Qali, Mdina, Malta      | Malta          | 3–2     | Vòng loại Euro 2000      | 1 (4)                         |
| 13 tháng 11 năm 1999 | Sân vận động Lansdowne Road, Dublin, Ireland      | Thổ Nhĩ Kỳ     | 1–1     | Vòng loại Euro 2000      | 1 (5)                         |
| 23 tháng 2 năm 2000  | Sân vận động Lansdowne Road, Dublin, Ireland      | Cộng hòa Séc   | 3–2     | Giao hữu                 | 1 (6)                         |
| 2 tháng 9 năm 2000   | Amsterdam Arena, Amsterdam, Hà Lan                | Hà Lan         | 2–2     | Vòng loại World Cup 2002 | 1 (7)                         |
| 10 tháng 11 năm 2001 | Sân vận động Lansdowne Road, Dublin, Ireland      | Iran           | 2–0     | Vòng loại World Cup 2002 | 1 (8)                         |
| 13 tháng 2 năm 2002  | Sân vận động Lansdowne Road, Dublin, Ireland      | Nga            | 2–0     | Giao hữu                 | 1 (9)                         |
| 27 tháng 3 năm 2002  | Sân vận động Lansdowne Road, Dublin, Ireland      | Đan Mạch       | 3–0     | Giao hữu                 | 1 (10)                        |
| 5 tháng 6 năm 2002   | Sân vận động bóng đá Kashima, Kashima, Nhật Bản   | Đức            | 1–1     | World Cup 2002           | 1 (11)                        |
| 11 tháng 6 năm 2002  | Sân vận động Quốc tế Yokohama, Yokohama, Nhật Bản | Ả Rập Xê Út    | 3–0     | World Cup 2002           | 1 (12)                        |
| 16 tháng 6 năm 2002  | Sân vận động World Cup Suwon, Suwon, Hàn Quốc     | Tây Ban Nha    | 1–1     | World Cup 2002           | 1 (13)                        |
| 21 tháng 8 năm 2002  | Sân vận động Olympic Helsinki, Helsinki, Phần Lan | Phần Lan       | 3–0     | Giao hữu                 | 1 (14)                        |
| 7 tháng 6 năm 2003   | Sân vận động Lansdowne Road, Dublin, Ireland      | Albania        | 2–1     | Vòng loại Euro 2004      | 1 (15)                        |
| 11 tháng 6 năm 2003  | Sân vận động Lansdowne Road, Dublin, Ireland      | Gruzia         | 2–0     | Vòng loại Euro 2004      | 1 (16)                        |
| 18 tháng 11 năm 2003 | Sân vận động Lansdowne Road, Dublin, Ireland      | Canada         | 3–0     | Giao hữu                 | 2 (18)                        |
| 31 tháng 3 năm 2004  | Sân vận động Lansdowne Road, Dublin, Ireland      | Cộng hòa Séc   | 2–1     | Giao hữu                 | 1 (19)                        |
| 5 tháng 6 năm 2004   | Amsterdam Arena, Amsterdam, Hà Lan                | Hà Lan         | 1–0     | Giao hữu                 | 1 (20)                        |
| 4 tháng 9 năm 2004   | Sân vận động Lansdowne Road, Dublin, Ireland      | Síp            | 3–0     | Vòng loại World Cup 2006 | 1 (21)                        |
| 13 tháng 10 năm 2004 | Sân vận động Lansdowne Road, Dublin, Ireland      | Quần đảo Faroe | 2–0     | Vòng loại World Cup 2006 | 2 (23)                        |
| 16 tháng 11 năm 2004 | Sân vận động Lansdowne Road, Dublin, Ireland      | Croatia        | 1–0     | Giao hữu                 | 1 (24)                        |
| 4 tháng 6 năm 2005   | Sân vận động Lansdowne Road, Dublin, Ireland      | Israel         | 2–2     | Vòng loại World Cup 2006 | 1 (25)                        |
| 1 tháng 3 năm 2006   | Sân vận động Lansdowne Road, Dublin, Ireland      | Thụy Điển      | 3–0     | Giao hữu                 | 1 (26)                        |
| 15 tháng 11 năm 2006 | Sân vận động Lansdowne Road, Dublin, Ireland      | San Marino     | 5–0     | Vòng loại Euro 2008      | 3 (29)                        |
| 22 tháng 8 năm 2007  | Sân vận động NRGi Park, Aarhus, Đan Mạch          | Đan Mạch       | 4–0     | Giao hữu                 | 2 (31)                        |
| 11 tháng 11 năm 2007 | Sân vận động Thiên niên kỷ, Cardiff, Wales        | Wales          | 2–2     | Vòng loại Euro 2008      | 1 (32)                        |
| 29 tháng 5 năm 2008  | Craven Cottage, Luân Đôn, Anh                     | Colombia       | 1–0     | Giao hữu                 | 1 (33)                        |
| 20 tháng 8 năm 2008  | Sân vận động Ullevaal, Oslo, Na Uy                | Na Uy          | 1–1     | Giao hữu                 | 1 (34)                        |
| 15 tháng 10 năm 2008 | Sân vận động Croke Park, Dublin, Ireland          | Síp            | 1–0     | Vòng loại World Cup 2010 | 1 (35)                        |
| 11 tháng 2 năm 2009  | Sân vận động Croke Park, Dublin, Ireland          | Gruzia         | 2–1     | Vòng loại World Cup 2010 | 2 (37)                        |
| 1 tháng 4 năm 2009   | Sân vận động San Nicola, Bari, Ý                  | Ý              | 1–1     | Vòng loại World Cup 2010 | 1 (38)                        |
| 29 tháng 5 năm 2009  | Craven Cottage, Luân Đôn, Anh                     | Nigeria        | 1–1     | Giao hữu                 | 1 (39)                        |
| 5 tháng 9 năm 2009   | Sân vận động GSP, Nicosia, Síp                    | Síp            | 2–1     | Vòng loại World Cup 2010 | 1 (40)                        |
| 18 tháng 11 năm 2009 | Stade de France, Paris, Pháp                      | Pháp           | 1–1     | Vòng loại World Cup 2010 | 1 (41)                        |
| 28 tháng 5 năm 2010  | RDS Arena, Dublin, Ireland                        | Algérie        | 3–0     | Giao hữu                 | 2 (43)                        |
| 7 tháng 9 năm 2010   | Sân vận động Aviva, Dublin, Ireland               | Andorra        | 3–1     | Vòng loại Euro 2012      | 1 (44)                        |
| 8 tháng 10 năm 2010  | Sân vận động Aviva, Dublin, Ireland               | Nga            | 2–3     | Vòng loại Euro 2012      | 1 (45)                        |
| 26 tháng 3 năm 2011  | Sân vận động Aviva, Dublin, Ireland               | Bắc Macedonia  | 2–1     | Vòng loại Euro 2012      | 1 (46)                        |
| 24 tháng 5 năm 2011  | Sân vận động Aviva, Dublin, Ireland               | Bắc Ireland    | 5–0     | Giao hữu                 | 2 (48)                        |
| 29 tháng 5 năm 2011  | Sân vận động Aviva, Dublin, Ireland               | Scotland       | 1–0     | Giao hữu                 | 1 (49)                        |
| 4 tháng 6 năm 2011   | Philip II Arena, Skopje, Macedonia                | Bắc Macedonia  | 2–0     | Vòng loại Euro 2012      | 2 (51)                        |
| 11 tháng 11 năm 2011 | A. Le Coq Arena, Tallinn, Estonia                 | Estonia        | 4–0     | Vòng loại Euro 2012      | 2 (53)                        |
| 9 tháng 9 năm 2012   | Astana Arena, Astana, Kazakhstan                  | Kazakhstan     | 2–1     | Vòng loại World Cup 2014 | 1 (54)                        |
| 2 tháng 6 năm 2013   | Sân vận động Aviva, Dublin, Ireland               | Gruzia         | 4–0     | Giao hữu                 | 2 (56)                        |
| 7 tháng 6 năm 2013   | Sân vận động Aviva, Dublin, Ireland               | Quần đảo Faroe | 3–0     | Vòng loại World Cup 2014 | 3 (59)                        |
| 6 tháng 9 năm 2013   | Sân vận động Aviva, Dublin, Ireland               | Thụy Điển      | 1–2     | Vòng loại World Cup 2014 | 1 (60)                        |
| 15 tháng 9 năm 2013  | Sân vận động Aviva, Dublin, Ireland               | Kazakhstan     | 3–1     | Vòng loại World Cup 2014 | 1 (61)                        |
| 15 tháng 11 năm 2013 | Sân vận động Aviva, Dublin, Ireland               | Latvia         | 3–0     | Giao hữu                 | 1 (62)                        |
| 11 tháng 10 năm 2014 | Sân vận động Aviva, Dublin, Ireland               | Gibraltar      | 7–0     | Vòng loại Euro 2016      | 3 (65)                        |
| 4 tháng 9 năm 2015   | Sân vận động Algarve, Algarve, Bồ Đào Nha         | Gibraltar      | 4–0     | Vòng loại Euro 2016      | 2 (67)                        |
| 31 tháng 8 năm 2016  | Sân vận động Aviva, Dublin, Ireland               | Oman           | 4–0     | Giao hữu                 | 1 (68)                        |

## Danh hiệu
Cầu thủ
Tottenham Hotspur
- Football League Cup: 2007–08[3]

LA Galaxy
- MLS Cup:[3] 2011, 2012, 2014
- Supporters' Shield: 2011[4]

U18 Cộng hoà Ireland
- UEFA European Under-18 Championship: 1998[5]

Cộng hoà Ireland
- Nations Cup: 2011[3]

Huấn luyện viên
Maccabi Tel Aviv
- Toto Cup Al: 2024[6]
- Israeli Premier League: 2023–24